# Nationalarchiv der Färöer
Das Nationalarchiv der Färöer (Føroya Landsskjalasavn) ist das Landesarchiv der Färöer und befindet sich seit seiner Gründung im Jahr 1932 in der Inselhauptstadt Tórshavn.
Zunächst ein reines Verwaltungsarchiv, besitzt es heute auch die größte Dokumentensammlung in Färöischer Sprache und übernimmt diesbezüglich Aufgaben der Bildung und Forschung.
Im Jahr 1932 entsprach die dänische Staatsregierung der Bitte der Färöer Kommunalpolitiker und Verwaltungsbeamten, die Aktenbestände nicht mehr in das dänische Mutterland zu überführen. Davon ausgenommen blieben nur Regierungsakten und Militärakten.
Seit 1972 bezog das Archiv neue Räume im Gebäude des Naturkundemuseum und erhielt einen Benutzersaal. In den 1980er Jahren erhielt das Nationalarchiv ein eigenes Gebäude, V.U. Hammershaimbsgøta 24 es wurde nahe dem alten Standort V.U. Hammershaimbsgøta 11 und der Universität errichtet. In der Stadt befand sich zu diesem Zeitpunkt auch die Landesbibliothek der Färöer, die mit ihren Sammlungen das Archiv ergänzte.
Um Verwaltungskosten zu sparen, wurde das Nationalarchiv 2011 mit der Landesbibliothek und dem Museum vereinigt. Das Nationalarchiv übernimmt auch die Aufgaben der Archivierung der Kommunalverwaltungen, lediglich die Stadt Klaksvík besitzt bereits ein eigenes Stadtarchiv.
Das Nationalarchiv besitzt einen Direktor und acht Mitarbeiter, die fünf Kilometer Archivgut an zwei Standorten betreuen. Die Digitalisierung der Bestände ist wegen der Landestopographie (Archipel) ein Grunderfordernis zur Erleichterung der Archivarbeit. Auch für Gastbenutzer werden auf der Archiv-Webseite Angebote zur Online-Recherche bereitgestellt, dies gilt auch für die 2007 begonnene elektronische Datenbank der genealogischen Daten der Inselbevölkerung, die fast vollständig für die letzten 200 Jahre bearbeitet wurden.
Die Schulung von Verwaltungsmitarbeitern und die Unterstützung von Forschungsprojekten gehören auch zu den Aufgaben der Archivmitarbeiter.